# Stanislav Konstantinovič Smirnov
Stanislav Konstantinovič Smirnov (rusky Станислав Константинович Смирнов; * 3. září 1970 Leningrad, SSSR) je ruský matematik. Pracuje především v oboru komplexní analýzy, dynamického systému a teorie pravděpodobnosti. Významných výsledků dosáhl v oblastech teorie perkolací a v teorii Isingových modelů. V roce 2010 za svou práci získal Fieldsovu medaili.